# فرودگاه اسکینر رنچ
فرودگاه اسکینر رنچ (به انگلیسی: Skinner Ranch Airport) یک فرودگاه خصوصی است که یک باند فرود خاک دارد و طول باند آن ۶۷۰ متر است. این فرودگاه در کشور ایالات متحده آمریکا قرار دارد و در ارتفاع ۱۳۰۲ متری از سطح دریا واقع شده است.